# Ataco
Ataco – miasto w Kolumbii, w departamencie Tolima.